# Ligament atlanto-occipital antérieur
Le ligament atlanto-occipital antérieur (ou ligament occipito-atloïdien antérieur) est un ligament de l'articulation atlanto-occipitale.

## Description
Le ligament atlanto-occipital antérieur est impair.
Il est large de 2 à 3 cm et épais dans sa partie médiane.
Il s'attache en haut sur la partie basilaire de l'os occipital.
Ses fibres profondes externes se confondent avec la capsule de l'articulation atlanto-occipitale.